# 新生田川駅
新生田川駅（しんいくたがわえき）は、兵庫県神戸市葺合区旭通一丁目付近にあった、阪神電気鉄道本線の駅（廃駅）である。
岩屋駅 - 神戸駅（現・神戸三宮駅）間の新線開業に伴い、廃駅となった。

## 概要
1933年（昭和8年）6月の神戸地下線開業まであった地上駅で、現在の神戸市中央区旭通一丁目付近にあったとされている。ホームの構造は不明。

## 歴史
- 1905年（明治38年）4月12日：阪神本線の開業と同時に当駅が開業。
- 1933年（昭和8年）6月16日：岩屋駅 - 神戸駅間ルート変更に伴い廃駅。

## 岩屋から三ノ宮までの廃線跡
旧春日野道駅から三ノ宮駅にかけての区間は岩屋駅より吾妻通四丁目付近まで真っ直ぐの2車線道路となっている。旧神戸臨港線を跨ぐ橋付近までは阪神の地下線があるため道幅が広くなっているが、この橋より西側から旧吾妻小学校付近まではやや道幅が狭い2車線道路となっている。そして現在の大安亭市場より西側は三ノ宮駅寄りからの東行き一方通行のさらに狭い道となっている。大安亭市場から新川駅まではさらに1つ北側の道に線路があるが、旧吾妻小学校付近から八雲通六丁目への区間は斜めに線路が曲がっている。
この辺りは阪神が地下線で開業した後の1936年（昭和11年）頃までは廃線敷に沿って道路が残っていたが、現在軌道敷跡は丁度斜め方向に住宅が建ち、自転車が通れる程度の狭い道となっている。八雲通六丁目から当駅を経て三ノ宮駅へは旧国鉄東海道本線付近まで進み、ここから三ノ宮駅までは旧国鉄と併走していた。

## 隣の駅
阪神電気鉄道
本線
春日野道駅 - 新生田川駅 - 三ノ宮駅